# Po deszczu
Ame agaru (jap. 雨あがる; Po deszczu) – japońsko-francuski film, który powstał na podstawie opowiadania Shūgorō Yamamoto (1903–1967). Zdjęcia kręcono w prefekturze Shiga. Na ekrany kin wszedł w roku 1999, polska premiera odbyła się 27 października 2000 roku.
Akira Kurosawa jest autorem scenariusza do tego filmu, miał zamiar również go wyreżyserować. Był już gotowy scenopis, dekoracje i kostiumy, ale jego niespodziewana śmierć (6 września 1998 r.) wstrzymała prace nad filmem. Dzieło dokończył wieloletni asystent reżysera Takashi Koizumi. Starał się on dochować wierności cechom twórczości swojego mistrza. Zdecydował się zrezygnować z ekspresyjnego sposobu opowiadania na rzecz spokojnej i klarownej narracji. Gotowy film został zadedykowany pamięci Kurosawy, o czym informuje otwierająca go sekwencja czarno-białych zdjęć starego mistrza.
Dzieło łączy duchowość zen z mentalnością Zachodu.

## Twórcy filmu
- Scenariusz: Akira Kurosawa, Shūgorō Yamamoto
- Reżyseria: Takashi Koizumi
- Zdjęcia: Masaharu Ueda
- Scenografia: Yoshirō Muraki
- Kostiumy: Kazuko Kurosawa
- Montaż: Hideo Aga
- Muzyka: Masaru Satō
- Produkcja: Masato Hara, Hisao Kurosawa
- Operator: Shōji Ueda
- Asystent operatora: Takao Saito
- Dyrektor artystyczny: Yoshirō Muraki
- Nadzór artystyczny: Teruyo Mogami

## Obsada
- Akira Terao – Ihei Misawa
- Yoshiko Miyazaki – Tayo Misawa
- Shirō Mifune – Lord Shigeaki
- Mieko Harada – Okin
- Fumi Dan – Okugata
- Hisashi Igawa – Kihei Ishiyama
- Hidetaka Yoshioka – Gonnojō Sakakibara
- Tatsuya Nakadai – Gettan Tsuji
- Tatsuo Matsumura – Sekkyō-bushi no jī (starzec)
- Takayuki Katō – Hayato Naitō

## Opis filmu
Akcja filmu rozgrywa się w erze Kyōhō (1716–1735). Ihei Misawa jest rōninem, biegłym w sztukach walki. Podczas podróży z żoną Tayo zatrzymuje się w skromnej gospodzie nad rzeką. Czeka na możliwość kontynuowania podróży, aż poziom rzeki opadnie. W oberży znajduje się również grupa ubogich podróżnych. Rōnin, widząc narastające wśród nich konflikty, decyduje się (pomimo sprzeciwu żony) na udział w płatnych walkach, a zarobione pieniądze przeznacza na jedzenie dla ludzi z gospody.
Podczas jednej z przechadzek w lesie łagodzi spór między samurajami, co budzi podziw miejscowego księcia Shigeaki, który proponuje mu posadę mistrza walk na swoim dworze. Podczas szermierczego egzaminu niechcący ośmiesza umiejętności popędliwego księcia, zrażając go do siebie. Wykorzystują to dworscy intryganci i donoszą księciu, że Ihei walczył dla pieniędzy, co jest dyshonorem dla samuraja. Ihei wyrusza więc z żoną w dalszą wędrówkę.